# Liga de Campeones de la UEFA 2007-08
La Liga de Campeones de la UEFA 2007-08 fue la 53.ª edición en la historia de la competición. Se disputó entre julio de 2007 y mayo de 2008. 
La final se jugó el día 21 de mayo en el Estadio Olímpico Luzhniki de Moscú, Rusia. Se enfrentaron dos equipos ingleses, el Manchester United y el Chelsea, con victoria de los primeros en la tanda de penaltis tras un empate a uno. El gol de los diablos rojos vino por parte de Cristiano Ronaldo mientras que del Chelsea anotó Frank Lampard para poner el empate
El A.C. Milan, campeón defensor, fue eliminado por Arsenal F.C. en octavos de final, siendo esta la cuarta temporada consecutiva en la que el campeón defensor queda eliminado en esa ronda, un hecho inédito en toda la historia del torneo. 
También es importante destacar que desde la instauración del nuevo formato, tras la eliminación de la segunda fase de grupos, fue la primera vez que una federación (Inglaterra) clasificó a 4 equipos para los cuartos de final (Liverpool, Manchester United, Chelsea, Arsenal).
Participaron un total de 76 equipos, procedentes de 52 federaciones. Cabe destacar el debut de la federación de Montenegro, así como las de Andorra y San Marino, relegadas hasta entonces a jugar únicamente la Copa de la UEFA.

## Fase previa de clasificación

### Primera fase
Para la primera fase estaban clasificados los campeones de las 28 ligas con coeficientes UEFA más bajos según el ranking de 2006. El sorteo de los emparejamientos se efectuó en Nyon (Suiza), el 29 de junio de 2007. Los enfrentamientos de ida de las eliminatorias se disputaron los días 17 y 18 de julio, y los partidos de vuelta los días 24 y 25 de julio.
| Equipo local ida | Resultado | Equipo visitante ida | Ida | Vuelta     |
| ---------------- | --------- | -------------------- | --- | ---------- |
| Khazar Lenkoran  | 2:4       | Dinamo Zagreb        | 1:1 | 1:3 (pró.) |
| APOEL Nicosia    | 2:3       | BATE Borisov         | 2:0 | 0:3 (pró.) |
| Sheriff Tiraspol | 5:0       | Rànger's             | 2:0 | 3:0        |
| Hafnarfjörður    | 4:1       | HB Tórshavn          | 4:1 | 0:0        |
| The New Saints   | 4:4 (v.)  | Ventspils            | 3:2 | 1:2        |
| Pobeda           | 0:1       | Levadia Tallinn      | 0:1 | 0:0        |
| Olimpi Rustavi   | 0:3       | Astana               | 0:0 | 0:3        |
| Zeta             | 5:4       | Kaunas               | 3:1 | 2:3        |
| Murata           | 1:4       | Tampere United       | 1:2 | 0:2        |
| F91 Dudelange    | 5:7       | Žilina               | 1:2 | 4:5        |
| Linfield         | 0:1       | Elfsborg             | 0:0 | 0:1        |
| Derry City       | 0:2       | Pyunik               | 0:0 | 0:2        |
| Marsaxlokk       | 1:9       | Sarajevo             | 0:6 | 1:3        |
| Domžale          | 3:1       | Tirana               | 1:0 | 2:1        |

### Segunda fase
El mismo sorteo de la primera ronda en Nyon sirvió para decidir los emparejamientos de segunda ronda. Los equipos clasificados fueron los 8 campeones de las ligas situadas entre los puestos 17 y 24 del ranking UEFA, los 6 subcampeones de las ligas del puesto 10 al 15 y los 14 ganadores de la eliminatoria de primera ronda.
Los partidos de ida se disputaron los días 31 de julio y 1 de agosto, y los de vuelta entre el 7 y 8 de agosto de 2007.
| Equipo local ida | Resultado    | Equipo visitante ida | Ida | Vuelta     |
| ---------------- | ------------ | -------------------- | --- | ---------- |
| Pyunik           | 1:4          | Shakhtar Donetsk     | 0:2 | 1:2        |
| Estrella Roja    | (v.) 2:2     | Levadia Tallinn      | 1:0 | 1:2        |
| Rangers          | 3:0          | Zeta                 | 2:0 | 1:0        |
| Debreceni        | 0:1          | Elfsborg             | 0:1 | 0:0        |
| Zagłębie Lubin   | 1:3          | Steaua de Bucarest   | 0:1 | 1:2        |
| KRC Genk         | 2:2 (v.)     | Sarajevo             | 1:2 | 1:0        |
| Ventspils        | 0:7          | Red Bull Salzburgo   | 0:3 | 0:4        |
| Astana           | 2:10         | Rosenborg            | 1:3 | 1:7        |
| Hafnarfjörður    | 2:4          | BATE Borisov         | 1:3 | 1:1        |
| Copenhague       | 2:1          | Beitar Jerusalem     | 1:0 | 1:1 (pró.) |
| Žilina           | 0:0 (3-4 p.) | Slavia Praga         | 0:0 | 0:0        |
| Tampere United   | 2:0          | Levski Sofia         | 1:0 | 1:0        |
| Domžale          | 2:5          | Dinamo Zagreb        | 1:2 | 1:3        |
| Beşiktaş         | 4:0          | Sheriff Tiraspol     | 1:0 | 3:0        |

### Tercera fase

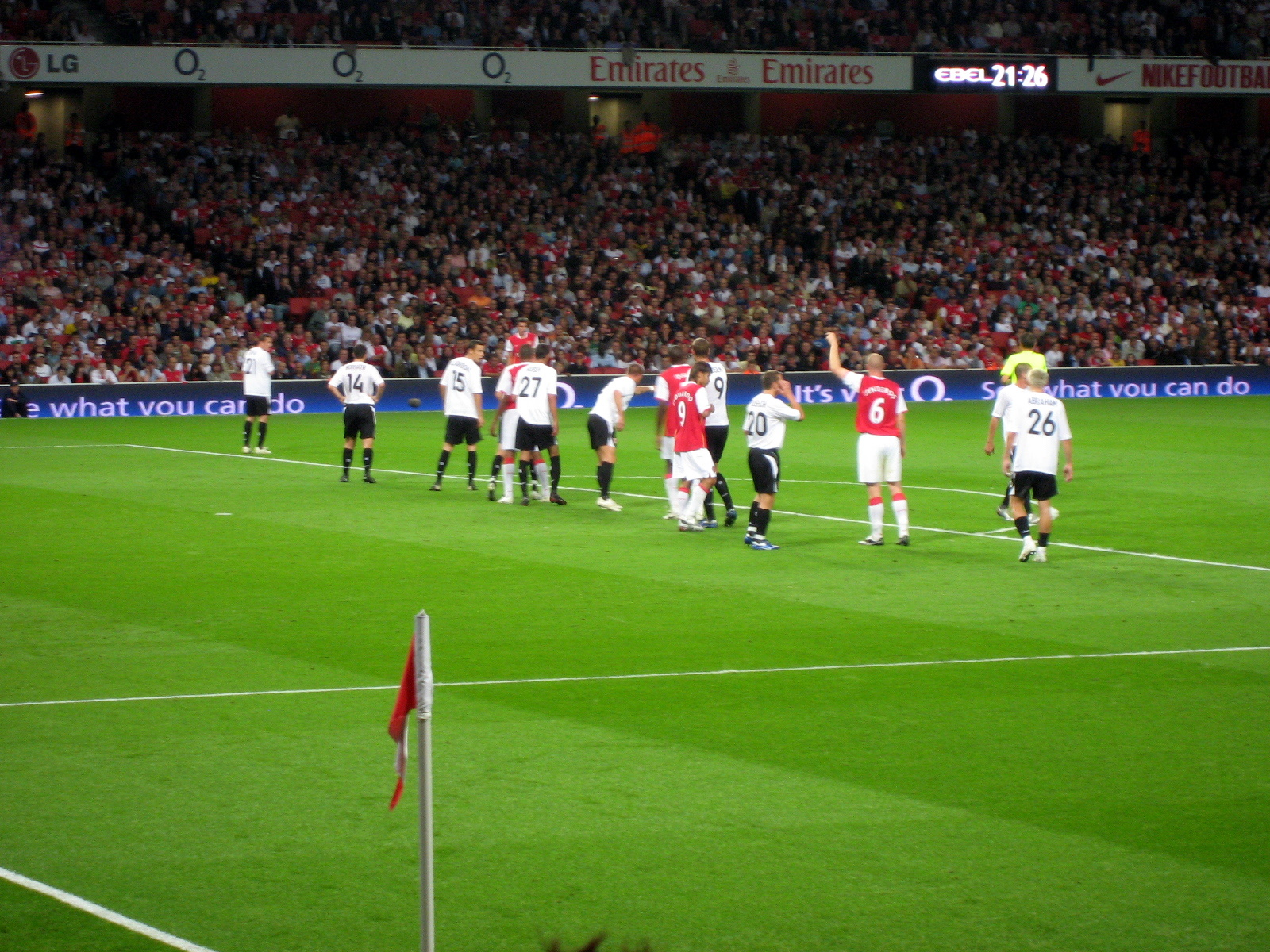
El Arsenal (en la imagen con la camiseta roja) certificó en el partido de vuelta su clasificación con un claro 3-0 frente al Sparta de Praga en el Emirates Stadium. En la ida había vencido en Praga por 0-2.

El 3 de agosto en Lyon se realizó el sorteo para la última eliminatoria previa. Participaron los 14 ganadores de la ronda anterior, los 7 campeones de las ligas situadas entre los puestos 10 y 16 del ranking UEFA, los 3 subcampeones de las ligas de los puestos 7 a 9, los 6 terceros de las ligas de los puestos 1 a 6, y dos cuartos clasificados de las asociaciones 1 a 3 (el Milan se clasificó como cuarto en la liga italiana, pero al defender el título obtuvo el pase directo a la fase de grupos). Los partidos de ida se disputaron los días 14 y 15 de agosto, y los de vuelta entre el 28 y 29 de agosto de 2007.
El partido de vuelta entre el AEK de Atenas y el Sevilla FC se retrasó hasta el 3 de septiembre debido a la muerte del jugador sevillista Antonio Puerta el 28 de agosto. Los ganadores obtuvieron el pase a la fase de grupos, mientras que los perdedores se clasificaron para la Copa de la UEFA.
| Equipo local ida   | Resultado    | Equipo visitante ida | Ida | Vuelta |
| ------------------ | ------------ | -------------------- | --- | ------ |
| BATE Borisov       | 2:4          | Steaua Bucarest      | 2:2 | 0:2    |
| Tampere United     | 0:5          | Rosenborg            | 0:3 | 0:2    |
| Spartak de Moscú   | 2:2 (3-4 p.) | Celtic               | 1:1 | 1:1    |
| Werder Bremen      | 5:3          | Dinamo Zagreb        | 2:1 | 3:2    |
| Red Bull Salzburgo | 2:3          | Shakhtar Donetsk     | 1:0 | 1:3    |
| Ajax Ámsterdam     | 1:3          | Slavia Praga         | 0:1 | 1:2    |
| Valencia           | 5:1          | Elfsborg             | 3:0 | 2:1    |
| Sarajevo           | 0:4          | Dinamo de Kiev       | 0:1 | 0:3    |
| Fenerbahçe         | 3:0          | Anderlecht           | 1:0 | 2:0    |
| Rangers            | 1:0          | Estrella Roja        | 1:0 | 0:0    |
| Toulouse           | 0:5          | Liverpool            | 0:1 | 0:4    |
| Benfica            | 3:1          | Copenhague           | 2:1 | 1:0    |
| Lazio              | 4:2          | Dinamo de Bucarest   | 1:1 | 3:1    |
| Sparta Praga       | 0:5          | Arsenal              | 0:2 | 0:3    |
| Zürich             | 1:3          | Beşiktaş             | 1:1 | 0:2    |
| Sevilla            | 6:1          | AEK Atenas           | 2:0 | 4:1    |

## Fase de grupos
El sorteo se realizó el 30 de agosto del 2007 en Monaco.

### Grupo A

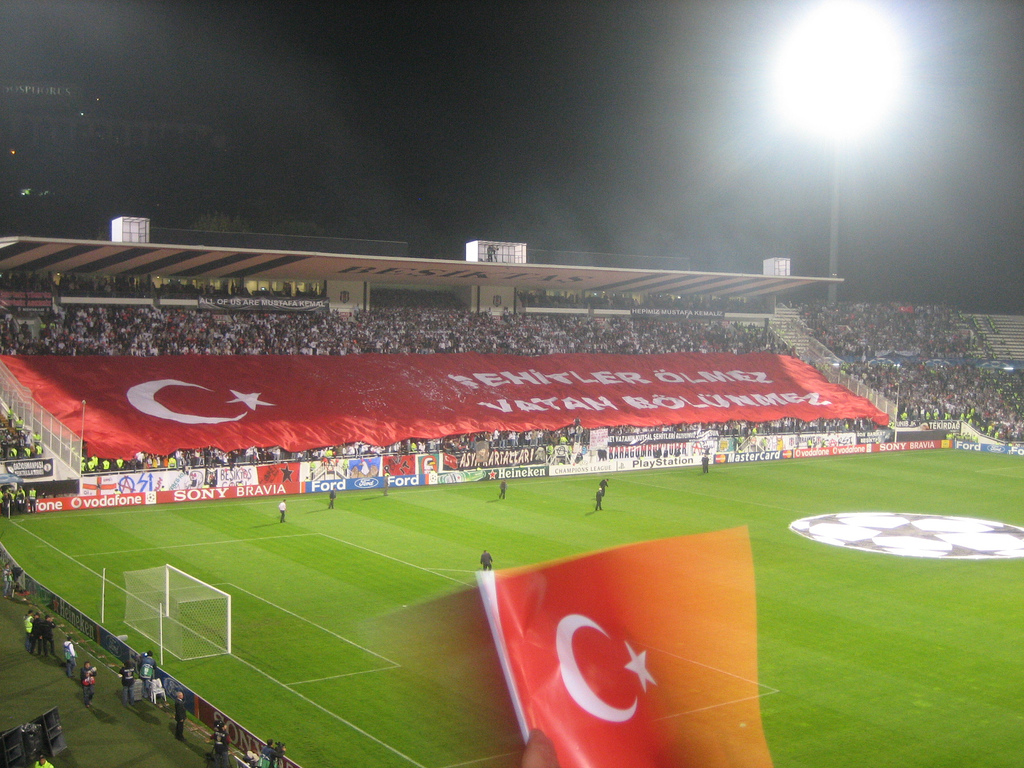
El Beşiktaş sorprendió al Liverpool, venciéndole por 2 a 1 en el BJK İnönü, en la tercera jornada de la liguilla.

| Pos. | Equipo                | Pts. | PJ | G | E | P | GF | GC | Dif. | Clasificación               |
| ---- | --------------------- | ---- | -- | - | - | - | -- | -- | ---- | --------------------------- |
| 1    | Porto                 | 11   | 6  | 3 | 2 | 1 | 8  | 7  | +1   | Acceso a octavos de final   |
| 2    | Liverpool             | 10   | 6  | 3 | 1 | 2 | 18 | 5  | +13  | Acceso a octavos de final   |
| 3    | Olympique de Marsella | 7    | 6  | 2 | 1 | 3 | 6  | 9  | −3   | Acceso a la Copa de la UEFA |
| 4    | Beşiktaş              | 6    | 6  | 2 | 0 | 4 | 4  | 15 | −11  |                             |

 Fuente: [cita requerida]
| Fecha            | Lugar     | Local                 | Resultado | Visitante             |
| ---------------- | --------- | --------------------- | --------- | --------------------- |
| 18 de septiembre | Vélodrome | Olympique de Marsella | 2:0       | Beşiktaş              |
| 18 de septiembre | Do Dragão | Porto                 | 1:1       | Liverpool             |
| 3 de octubre     | Anfield   | Liverpool             | 0:1       | Olympique de Marsella |
| 3 de octubre     | BJK İnönü | Beşiktaş              | 0:1       | Porto                 |
| 24 de octubre    | BJK İnönü | Beşiktaş              | 2:1       | Liverpool             |
| 24 de octubre    | Vélodrome | Olympique de Marsella | 1:1       | Porto                 |
| 6 de noviembre   | Anfield   | Liverpool             | 8:0       | Beşiktaş              |
| 6 de noviembre   | Do Dragão | Porto                 | 2:1       | Olympique de Marsella |
| 28 de noviembre  | BJK İnönü | Beşiktaş              | 2:1       | Olympique de Marsella |
| 28 de noviembre  | Anfield   | Liverpool             | 4:1       | Porto                 |
| 11 de diciembre  | Vélodrome | Olympique de Marsella | 0:4       | Liverpool             |
| 11 de diciembre  | Do Dragão | Porto                 | 2:0       | Beşiktaş              |

### Grupo B

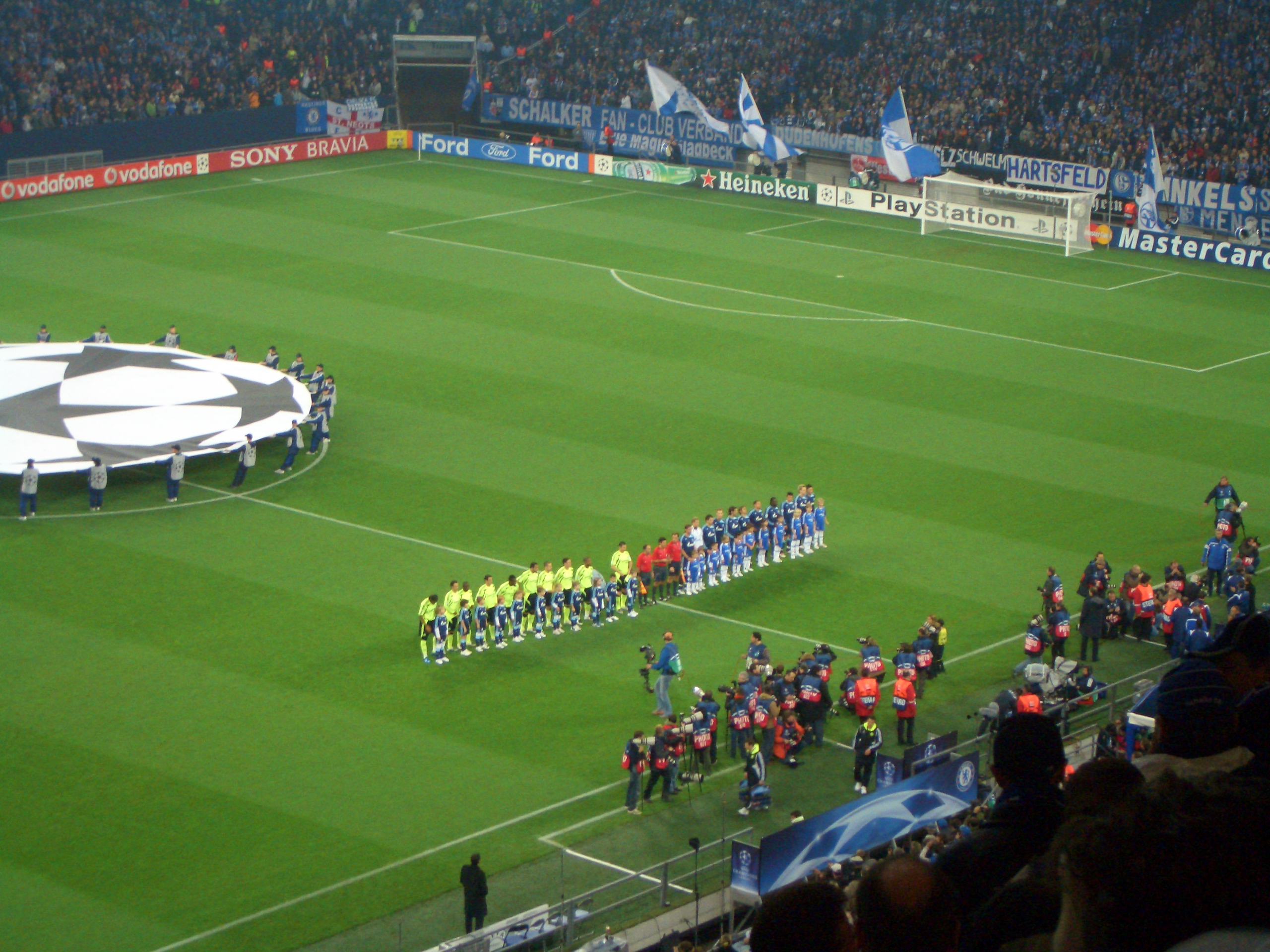
Partido de la cuarta jornada entre el Schalke 04 (de azul) y el Chelsea FC (de amarillo) en el Arena AufSchalke. El partido acabó en empate a 0, dejando al Chelsea primero de grupo con 8 puntos, y al Schalke con 4, a tres puntos de distancia de la segunda plaza clasificatoria.

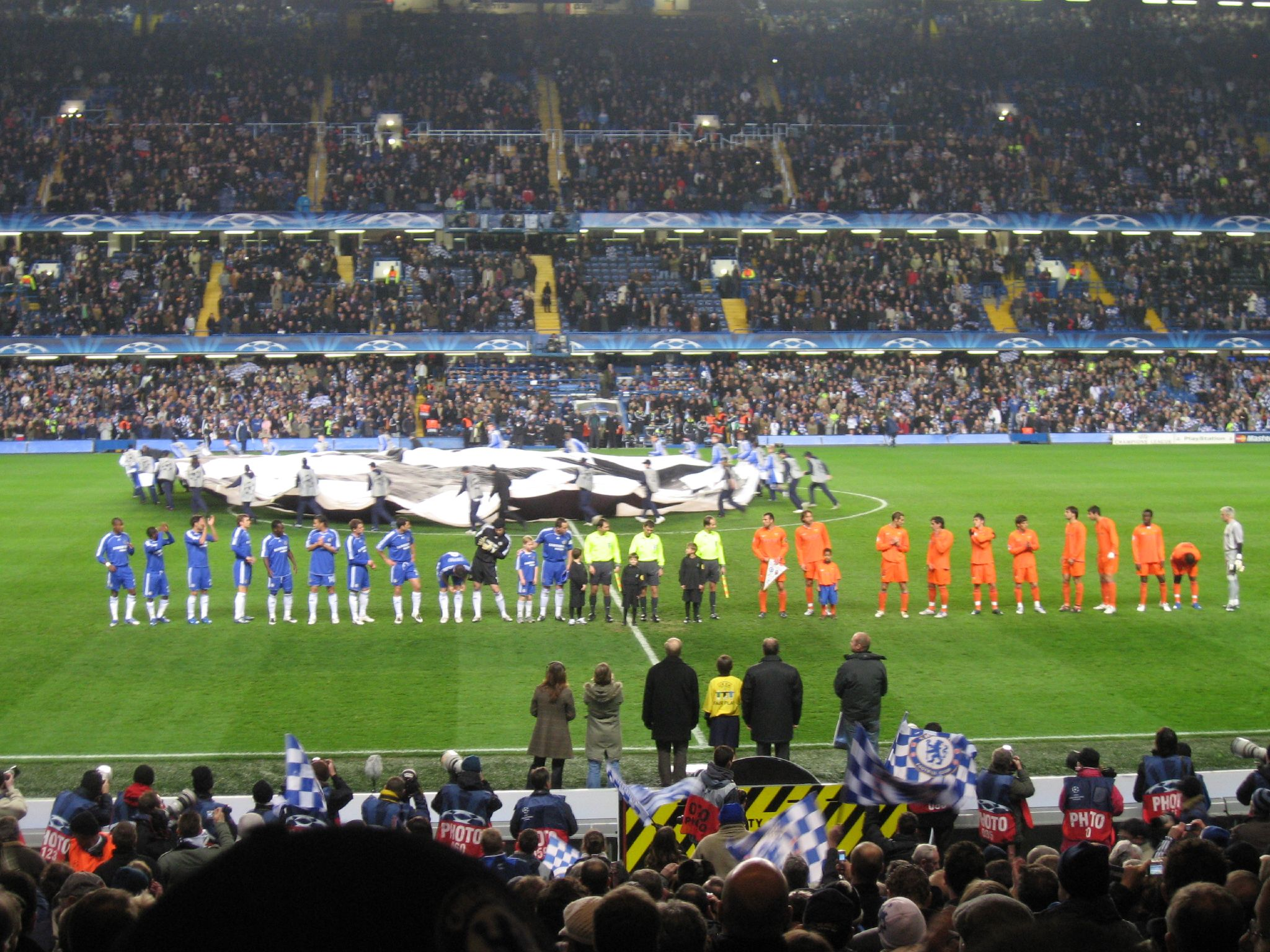
En la última jornada Chelsea (de azul) y Valencia (de naranja) empataron a 0 en Stamford Bridge. Al Chelsea le sirvió para quedar primero de grupo, pero el Valencia quedó eliminado de toda competición europea.

| Pos. | Equipo     | Pts. | PJ | G | E | P | GF | GC | Dif. | Clasificación               |
| ---- | ---------- | ---- | -- | - | - | - | -- | -- | ---- | --------------------------- |
| 1    | Chelsea    | 12   | 6  | 3 | 3 | 0 | 9  | 2  | +7   | Acceso a octavos de final   |
| 2    | Schalke 04 | 8    | 6  | 2 | 2 | 2 | 5  | 4  | +1   | Acceso a octavos de final   |
| 3    | Rosenborg  | 7    | 6  | 2 | 1 | 3 | 6  | 10 | −4   | Acceso a la Copa de la UEFA |
| 4    | Valencia   | 5    | 6  | 1 | 2 | 3 | 2  | 6  | −4   |                             |

 Fuente: [cita requerida]
| Fecha            | Lugar            | Local      | Resultado | Visitante  |
| ---------------- | ---------------- | ---------- | --------- | ---------- |
| 18 de septiembre | Stamford Bridge  | Chelsea    | 1:1       | Rosenborg  |
| 18 de septiembre | Arena AufSchalke | Schalke 04 | 0:1       | Valencia   |
| 3 de octubre     | Mestalla         | Valencia   | 1:2       | Chelsea    |
| 3 de octubre     | Lerkendal        | Rosenborg  | 0:2       | Schalke 04 |
| 24 de octubre    | Lerkendal        | Rosenborg  | 2:0       | Valencia   |
| 24 de octubre    | Stamford Bridge  | Chelsea    | 2:0       | Schalke 04 |
| 6 de noviembre   | Mestalla         | Valencia   | 0:2       | Rosenborg  |
| 6 de noviembre   | Arena AufSchalke | Schalke 04 | 0:0       | Chelsea    |
| 28 de noviembre  | Lerkendal        | Rosenborg  | 0:4       | Chelsea    |
| 28 de noviembre  | Mestalla         | Valencia   | 0:0       | Schalke 04 |
| 11 de diciembre  | Stamford Bridge  | Chelsea    | 0:0       | Valencia   |
| 11 de diciembre  | Arena AufSchalke | Schalke 04 | 3:1       | Rosenborg  |

### Grupo C
| Pos. | Equipo        | Pts. | PJ | G | E | P | GF | GC | Dif. | Clasificación               |
| ---- | ------------- | ---- | -- | - | - | - | -- | -- | ---- | --------------------------- |
| 1    | Real Madrid   | 11   | 6  | 3 | 2 | 1 | 13 | 9  | +4   | Acceso a octavos de final   |
| 2    | Olympiacos    | 11   | 6  | 3 | 2 | 1 | 11 | 7  | +4   | Acceso a octavos de final   |
| 3    | Werder Bremen | 6    | 6  | 2 | 0 | 4 | 8  | 13 | −5   | Acceso a la Copa de la UEFA |
| 4    | Lazio         | 5    | 6  | 1 | 2 | 3 | 8  | 11 | −3   |                             |

 Fuente: [cita requerida]
| Fecha            | Lugar                | Local         | Resultado | Visitante     |
| ---------------- | -------------------- | ------------- | --------- | ------------- |
| 18 de septiembre | Santiago Bernabéu    | Real Madrid   | 2:1       | Werder Bremen |
| 18 de septiembre | Georgios Karaiskakis | Olympiacos    | 1:1       | Lazio         |
| 3 de octubre     | Olímpico de Roma     | Lazio         | 2:2       | Real Madrid   |
| 3 de octubre     | Weserstadion         | Werder Bremen | 1:3       | Olympiacos    |
| 24 de octubre    | Weserstadion         | Werder Bremen | 2:1       | Lazio         |
| 24 de octubre    | Santiago Bernabéu    | Real Madrid   | 4:2       | Olympiacos    |
| 6 de noviembre   | Olímpico de Roma     | Lazio         | 2:1       | Werder Bremen |
| 6 de noviembre   | Georgios Karaiskakis | Olympiacos    | 0:0       | Real Madrid   |
| 28 de noviembre  | Weserstadion         | Werder Bremen | 3:2       | Real Madrid   |
| 28 de noviembre  | Olímpico de Roma     | Lazio         | 1:2       | Olympiacos    |
| 11 de diciembre  | Santiago Bernabéu    | Real Madrid   | 3:1       | Lazio         |
| 11 de diciembre  | Georgios Karaiskakis | Olympiacos    | 3:0       | Werder Bremen |

### Grupo D

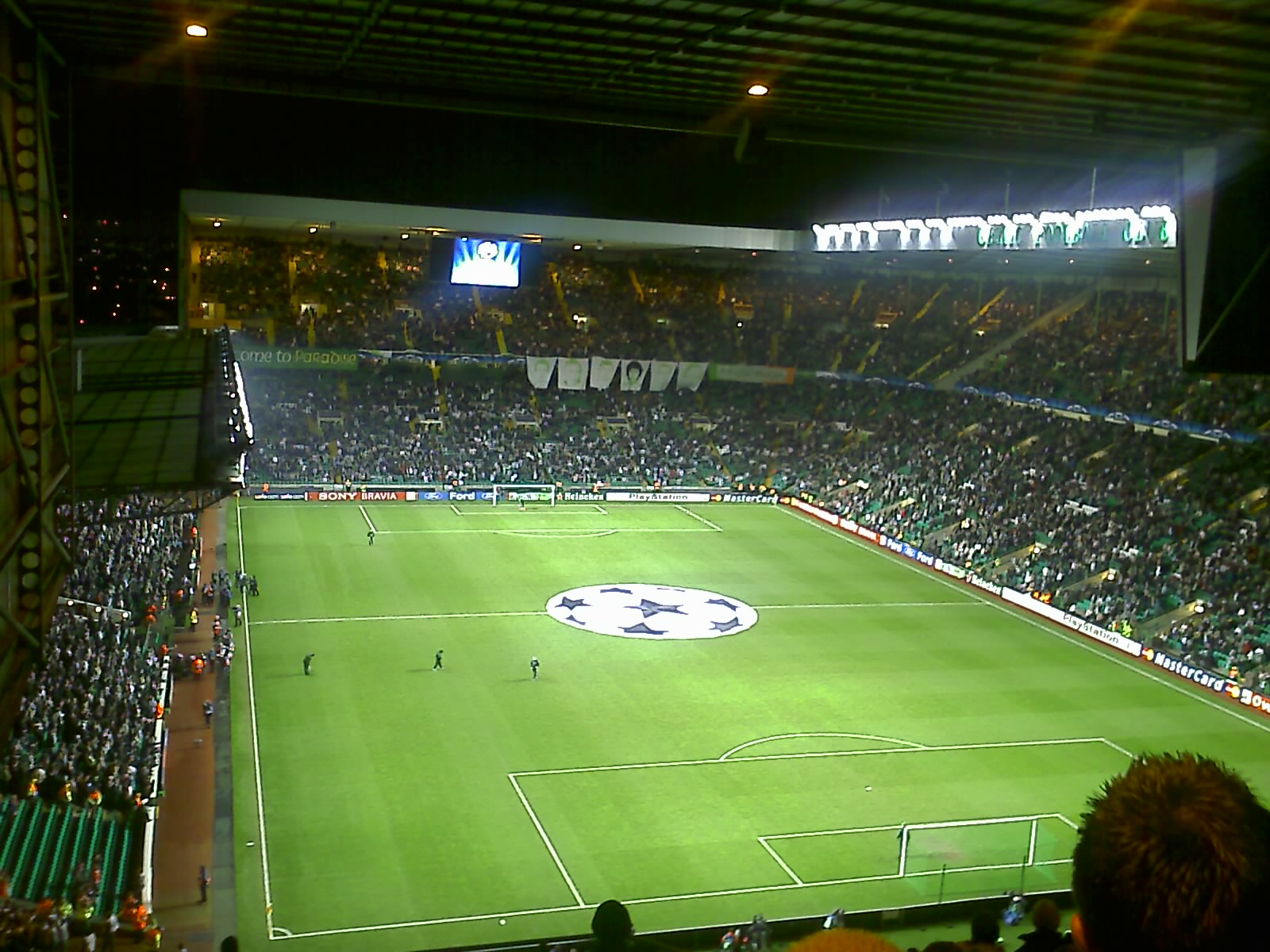
El Celtic Park en los momentos previos al partido entre el Celtic y el Benfica de la cuarta jornada. El Celtic venció 1-0, colocándose segundo, empatado a puntos con el Shakhtar.

| Pos. | Equipo           | Pts. | PJ | G | E | P | GF | GC | Dif. | Clasificación               |
| ---- | ---------------- | ---- | -- | - | - | - | -- | -- | ---- | --------------------------- |
| 1    | Milan            | 13   | 6  | 4 | 1 | 1 | 12 | 5  | +7   | Acceso a octavos de final   |
| 2    | Celtic           | 9    | 6  | 3 | 0 | 3 | 5  | 6  | −1   | Acceso a octavos de final   |
| 3    | Benfica          | 7    | 6  | 2 | 1 | 3 | 5  | 6  | −1   | Acceso a la Copa de la UEFA |
| 4    | Shakhtar Donestk | 6    | 6  | 2 | 0 | 4 | 6  | 11 | −5   |                             |

 Fuente: [cita requerida]
| Fecha            | Lugar           | Local            | Resultado | Visitante        |
| ---------------- | --------------- | ---------------- | --------- | ---------------- |
| 18 de septiembre | Giuseppe Meazza | Milan            | 2:1       | Benfica          |
| 18 de septiembre | RSK Olimpiyskyi | Shakhtar Donetsk | 2:0       | Celtic           |
| 3 de octubre     | Celtic Park     | Celtic           | 2:1       | Milan            |
| 3 de octubre     | Da Luz          | Benfica          | 0:1       | Shakhtar Donetsk |
| 24 de octubre    | Da Luz          | Benfica          | 1:0       | Celtic           |
| 24 de octubre    | Giuseppe Meazza | Milan            | 4:1       | Shakhtar Donetsk |
| 6 de noviembre   | Celtic Park     | Celtic           | 1:0       | Benfica          |
| 6 de noviembre   | RSK Olimpiyskyi | Shakhtar Donetsk | 0:3       | Milan            |
| 28 de noviembre  | Da Luz          | Benfica          | 1:1       | Milan            |
| 28 de noviembre  | Celtic Park     | Celtic           | 2:1       | Shakhtar Donetsk |
| 4 de diciembre   | Giuseppe Meazza | Milan            | 1:0       | Celtic           |
| 4 de diciembre   | RSK Olimpiyskyi | Shakhtar Donetsk | 1:2       | Benfica          |

### Grupo E

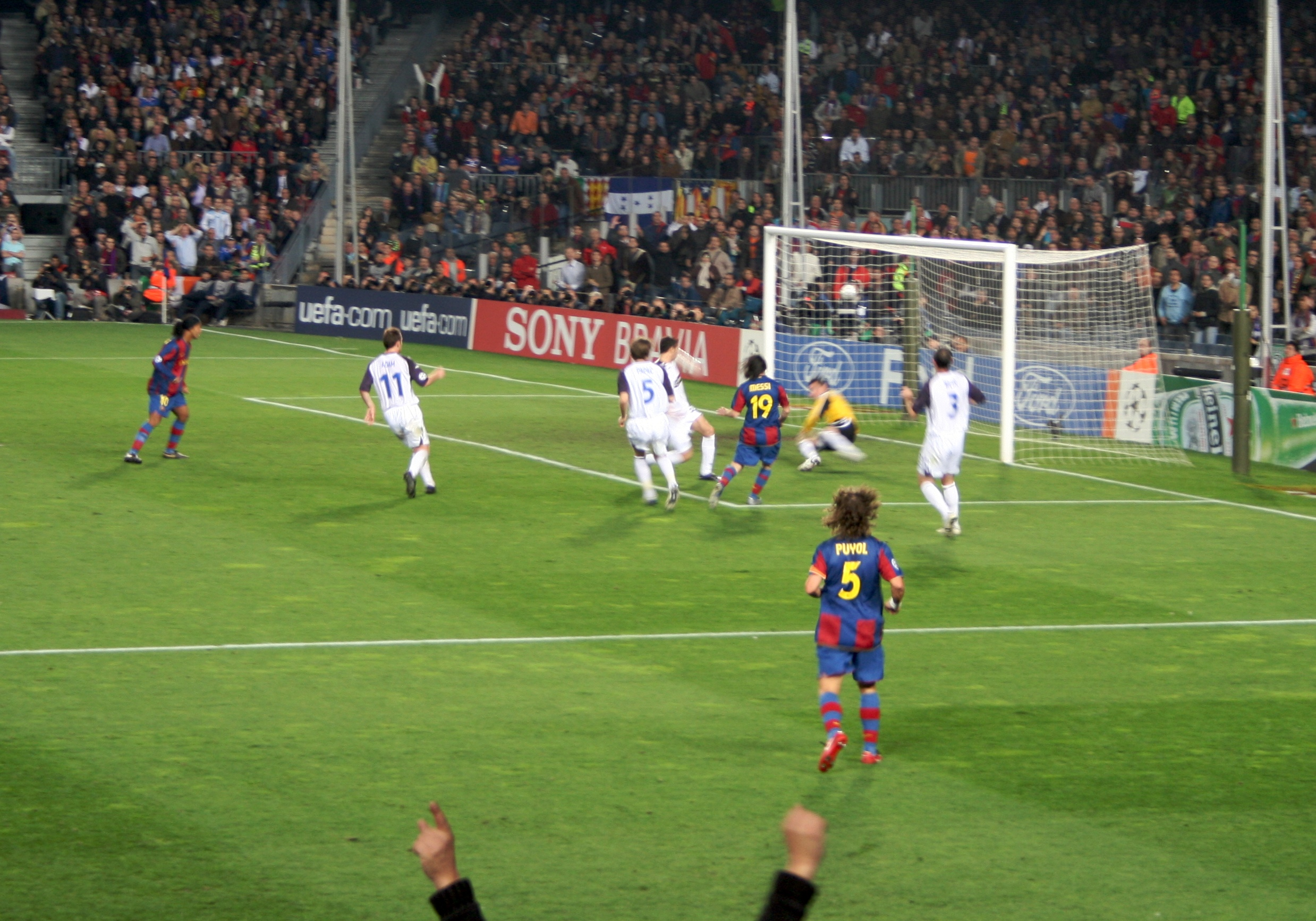
Momento del segundo gol del Barcelona 2 - Rangers 0, anotado por Lionel Messi. La victoria ponía de cara la clasificación de los españoles, mientras que complicaba la de los escoceses, quedando terceros, a tres puntos del Lyon.

| Pos. | Equipo            | Pts. | PJ | G | E | P | GF | GC | Dif. | Clasificación               |
| ---- | ----------------- | ---- | -- | - | - | - | -- | -- | ---- | --------------------------- |
| 1    | Barcelona         | 14   | 6  | 4 | 2 | 0 | 12 | 3  | +9   | Acceso a octavos de final   |
| 2    | Olympique de Lyon | 10   | 6  | 3 | 1 | 2 | 11 | 10 | +1   | Acceso a octavos de final   |
| 3    | Rangers           | 7    | 6  | 2 | 1 | 3 | 7  | 9  | −2   | Acceso a la Copa de la UEFA |
| 4    | Stuttgart         | 3    | 6  | 1 | 0 | 5 | 7  | 15 | −8   |                             |

 Fuente: [cita requerida]
| Fecha            | Lugar            | Local             | Resultado | Visitante         |
| ---------------- | ---------------- | ----------------- | --------- | ----------------- |
| 19 de septiembre | Ibrox Stadium    | Rangers           | 2:1       | Stuttgart         |
| 19 de septiembre | Camp Nou         | Barcelona         | 3:0       | Olympique de Lyon |
| 2 de octubre     | Gerland          | Olympique de Lyon | 0:3       | Rangers           |
| 2 de octubre     | Gottlieb-Daimler | Stuttgart         | 0:2       | Barcelona         |
| 23 de octubre    | Gottlieb-Daimler | Stuttgart         | 0:2       | Olympique de Lyon |
| 23 de octubre    | Ibrox Stadium    | Rangers           | 0:0       | Barcelona         |
| 7 de noviembre   | Gerland          | Olympique de Lyon | 4:2       | Stuttgart         |
| 7 de noviembre   | Camp Nou         | Barcelona         | 2:0       | Rangers           |
| 27 de noviembre  | Gottlieb-Daimler | Stuttgart         | 3:2       | Rangers           |
| 27 de noviembre  | Gerland          | Olympique de Lyon | 2:2       | Barcelona         |
| 12 de diciembre  | Ibrox Stadium    | Rangers           | 0:3       | Olympique de Lyon |
| 12 de diciembre  | Camp Nou         | Barcelona         | 3:1       | Stuttgart         |

### Grupo F
| Pos. | Equipo             | Pts. | PJ | G | E | P | GF | GC | Dif. | Clasificación               |
| ---- | ------------------ | ---- | -- | - | - | - | -- | -- | ---- | --------------------------- |
| 1    | Manchester United  | 16   | 6  | 5 | 1 | 0 | 13 | 4  | +9   | Acceso a octavos de final   |
| 2    | Roma               | 11   | 6  | 3 | 2 | 1 | 11 | 6  | +5   | Acceso a octavos de final   |
| 3    | Sporting de Lisboa | 7    | 6  | 2 | 1 | 3 | 9  | 8  | +1   | Acceso a la Copa de la UEFA |
| 4    | Dinamo de Kiev     | 0    | 6  | 0 | 0 | 6 | 4  | 19 | −15  |                             |

 Fuente: [cita requerida]
| Fecha            | Lugar            | Local              | Resultado | Visitante          |
| ---------------- | ---------------- | ------------------ | --------- | ------------------ |
| 19 de septiembre | José Alvalade    | Sporting de Lisboa | 0:1       | Manchester United  |
| 19 de septiembre | Olímpico de Roma | Roma               | 2:0       | Dinamo de Kiev     |
| 2 de octubre     | Old Trafford     | Manchester United  | 1:0       | Roma               |
| 2 de octubre     | NSC Olimpiysky   | Dinamo de Kiev     | 1:2       | Sporting de Lisboa |
| 23 de octubre    | Olímpico de Roma | Roma               | 2:1       | Sporting de Lisboa |
| 23 de octubre    | NSC Olimpiysky   | Dinamo de Kiev     | 2:4       | Manchester United  |
| 7 de noviembre   | José Alvalade    | Sporting de Lisboa | 2:2       | Roma               |
| 7 de noviembre   | Old Trafford     | Manchester United  | 4:0       | Dinamo de Kiev     |
| 27 de noviembre  | NSC Olimpiysky   | Dinamo de Kiev     | 1:4       | Roma               |
| 27 de noviembre  | Old Trafford     | Manchester United  | 2:1       | Sporting de Lisboa |
| 12 de diciembre  | José Alvalade    | Sporting de Lisboa | 3:0       | Dinamo de Kiev     |
| 12 de diciembre  | Olímpico de Roma | Roma               | 1:1       | Manchester United  |

### Grupo G
| Pos. | Equipo         | Pts. | PJ | G | E | P | GF | GC | Dif. | Clasificación               |
| ---- | -------------- | ---- | -- | - | - | - | -- | -- | ---- | --------------------------- |
| 1    | Inter de Milán | 15   | 6  | 5 | 0 | 1 | 12 | 4  | +8   | Acceso a octavos de final   |
| 2    | Fenerbahçe     | 11   | 6  | 3 | 2 | 1 | 8  | 6  | +2   | Acceso a octavos de final   |
| 3    | PSV Eindhoven  | 7    | 6  | 2 | 1 | 3 | 3  | 6  | −3   | Acceso a la Copa de la UEFA |
| 4    | CSKA Moscú     | 1    | 6  | 0 | 1 | 5 | 7  | 14 | −7   |                             |

 Fuente: [cita requerida]
| Fecha            | Lugar             | Local          | Resultado | Visitante      |
| ---------------- | ----------------- | -------------- | --------- | -------------- |
| 19 de septiembre | Şükrü Saracoğlu   | Fenerbahçe     | 1:0       | Inter de Milán |
| 19 de septiembre | Estadio PSV       | PSV Eindhoven  | 2:1       | CSKA Moscú     |
| 2 de octubre     | San Siro          | Inter de Milán | 2:0       | PSV Eindhoven  |
| 2 de octubre     | Estadio Lokomotiv | CSKA Moscú     | 2:2       | Fenerbahçe     |
| 23 de octubre    | Estadio PSV       | PSV Eindhoven  | 0:0       | Fenerbahçe     |
| 23 de octubre    | Estadio Lokomotiv | CSKA Moscú     | 1:2       | Inter de Milán |
| 7 de noviembre   | Şükrü Saracoğlu   | Fenerbahçe     | 2:0       | PSV Eindhoven  |
| 7 de noviembre   | San Siro          | Inter de Milán | 4:2       | CSKA Moscú     |
| 27 de noviembre  | Estadio Lokomotiv | CSKA Moscú     | 0:1       | PSV Eindhoven  |
| 27 de noviembre  | San Siro          | Inter de Milán | 3:0       | Fenerbahçe     |
| 12 de diciembre  | Şükrü Saracoğlu   | Fenerbahçe     | 3:1       | CSKA Moscú     |
| 12 de diciembre  | Estadio PSV       | PSV Eindhoven  | 0:1       | Inter de Milán |

### Grupo H

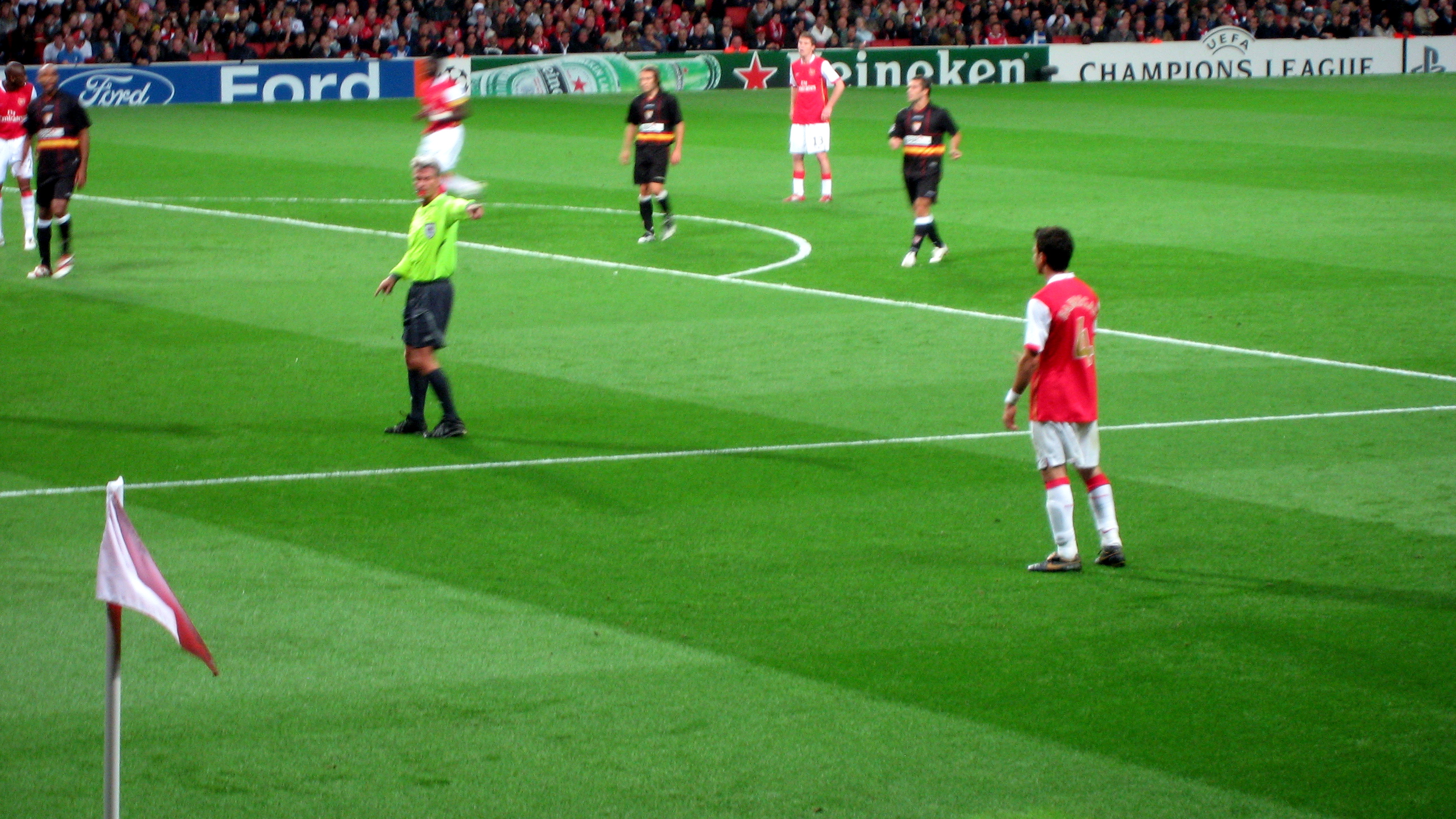
El Arsenal (camiseta roja y pantalón blanco) comenzó la fase de grupos imponiéndose al Sevilla en su estadio, por un claro 3 a 0.

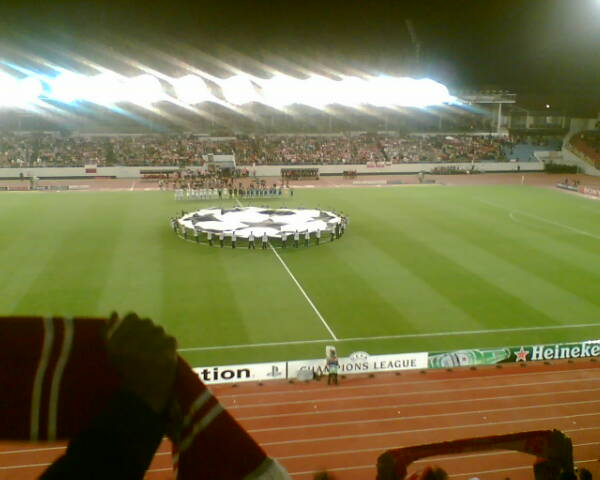
El Slavia de Praga jugó su primer partido de Liga de Campeones de la historia frente al Steaua de Bucarest en casa, venciendo además por 2 goles a 1.

| Pos. | Equipo             | Pts. | PJ | G | E | P | GF | GC | Dif. | Clasificación               |
| ---- | ------------------ | ---- | -- | - | - | - | -- | -- | ---- | --------------------------- |
| 1    | Sevilla            | 15   | 6  | 5 | 0 | 1 | 14 | 7  | +7   | Acceso a octavos de final   |
| 2    | Arsenal            | 13   | 6  | 4 | 1 | 1 | 14 | 4  | +10  | Acceso a octavos de final   |
| 3    | Slavia Praga       | 5    | 6  | 1 | 2 | 3 | 5  | 16 | −11  | Acceso a la Copa de la UEFA |
| 4    | Steaua de Bucarest | 1    | 6  | 0 | 1 | 5 | 4  | 10 | −6   |                             |

 Fuente: [cita requerida]
| Fecha            | Lugar                 | Local              | Resultado | Visitante          |
| ---------------- | --------------------- | ------------------ | --------- | ------------------ |
| 19 de septiembre | Arsenal Stadium       | Arsenal            | 3:0       | Sevilla            |
| 19 de septiembre | Evžena Rošického      | Slavia Praga       | 2:1       | Steaua de Bucarest |
| 2 de octubre     | Ghencea               | Steaua de Bucarest | 0:1       | Arsenal            |
| 2 de octubre     | Ramón Sánchez Pizjuán | Sevilla            | 4:2       | Slavia Praga       |
| 23 de octubre    | Ramón Sánchez Pizjuán | Sevilla            | 2:1       | Steaua de Bucarest |
| 23 de octubre    | Arsenal Stadium       | Arsenal            | 7:0       | Slavia Praga       |
| 7 de noviembre   | Ghencea               | Steaua de Bucarest | 0:2       | Sevilla            |
| 7 de noviembre   | Evžena Rošického      | Slavia Praga       | 0:0       | Arsenal            |
| 27 de noviembre  | Ramón Sánchez Pizjuán | Sevilla            | 3:1       | Arsenal            |
| 27 de noviembre  | Ghencea               | Steaua de Bucarest | 1:1       | Slavia Praga       |
| 12 de diciembre  | Arsenal Stadium       | Arsenal            | 2:1       | Steaua de Bucarest |
| 12 de diciembre  | Evžena Rošického      | Slavia Praga       | 0:3       | Sevilla            |

## Segunda fase
Los dieciséis equipos clasificados disputaron una serie de eliminatorias a ida y vuelta hasta que se decidieron los dos equipos clasificados para la final en Moscú. En la tabla se muestran todos los cruces de la segunda fase. El primer equipo de cada eliminatoria juega como local el partido de ida, y el segundo juega en su campo la vuelta. En los resultados se indica el marcador en la ida, seguido del de la vuelta.
La eliminatoria de octavos de final enfrentó a cada campeón de grupo con un equipo clasificado como segundo, de un grupo distinto al suyo, con la ventaja de jugar el partido de vuelta como local, y con la restricción de no poder cruzarse dos conjuntos del mismo país. El resto de eliminatorias se sortearon sin restricción alguna.
|  | Octavos de final                                                   | Octavos de final                                                   | Octavos de final                                                   | Octavos de final                                                   | Octavos de final                                                   |   |    | Cuartos de final                                             | Cuartos de final                                             | Cuartos de final                                             | Cuartos de final                                             | Cuartos de final                                             |  |    | Semifinales                                                      | Semifinales                                                      | Semifinales                                                      | Semifinales                                                      | Semifinales                                                      |  |    | Final                                               | Final                                               | Final                                               |  |
|  | 19 y 20 de febrero de 2008 (ida) 4 al 11 de marzo de 2008 (vuelta) | 19 y 20 de febrero de 2008 (ida) 4 al 11 de marzo de 2008 (vuelta) | 19 y 20 de febrero de 2008 (ida) 4 al 11 de marzo de 2008 (vuelta) | 19 y 20 de febrero de 2008 (ida) 4 al 11 de marzo de 2008 (vuelta) | 19 y 20 de febrero de 2008 (ida) 4 al 11 de marzo de 2008 (vuelta) |   |    | 1 y 2 de abril de 2008 (ida) 8 y 9 de abril de 2008 (vuelta) | 1 y 2 de abril de 2008 (ida) 8 y 9 de abril de 2008 (vuelta) | 1 y 2 de abril de 2008 (ida) 8 y 9 de abril de 2008 (vuelta) | 1 y 2 de abril de 2008 (ida) 8 y 9 de abril de 2008 (vuelta) | 1 y 2 de abril de 2008 (ida) 8 y 9 de abril de 2008 (vuelta) |  |    | 22 y 23 de abril de 2008 (ida) 29 y 30 de abril de 2008 (vuelta) | 22 y 23 de abril de 2008 (ida) 29 y 30 de abril de 2008 (vuelta) | 22 y 23 de abril de 2008 (ida) 29 y 30 de abril de 2008 (vuelta) | 22 y 23 de abril de 2008 (ida) 29 y 30 de abril de 2008 (vuelta) | 22 y 23 de abril de 2008 (ida) 29 y 30 de abril de 2008 (vuelta) |  |    | 21 de mayo de 2008 Estadio Olímpico Luzhnikí, Moscú | 21 de mayo de 2008 Estadio Olímpico Luzhnikí, Moscú | 21 de mayo de 2008 Estadio Olímpico Luzhnikí, Moscú |  |
|  |                                                                    |                                                                    |                                                                    |                                                                    |                                                                    |   |    |                                                              |                                                              |                                                              |                                                              |                                                              |  |    |                                                                  |                                                                  |                                                                  |                                                                  |                                                                  |  |    |                                                     |                                                     |                                                     |  |
|  |                                                                    |                                                                    |                                                                    |                                                                    |                                                                    |   |    |                                                              |                                                              |                                                              |                                                              |                                                              |  |    |                                                                  |                                                                  |                                                                  |                                                                  |                                                                  |  |    |                                                     |                                                     |                                                     |  |
|  | 2B                                                                 | Schalke 04 (p.)                                                    | 1                                                                  | 0                                                                  | 1 (4)                                                              |   |    |                                                              |                                                              |                                                              |                                                              |                                                              |  |    |                                                                  |                                                                  |                                                                  |                                                                  |                                                                  |  |    |                                                     |                                                     |                                                     |  |
|  | 2B                                                                 | Schalke 04 (p.)                                                    | 1                                                                  | 0                                                                  | 1 (4)                                                              |   |    |                                                              |                                                              |                                                              |                                                              |                                                              |  |    |                                                                  |                                                                  |                                                                  |                                                                  |                                                                  |  |    |                                                     |                                                     |                                                     |  |
|  | 1A                                                                 | Porto                                                              | 0                                                                  | 1                                                                  | 1 (1)                                                              |   |    |                                                              |                                                              |                                                              |                                                              |                                                              |  |    |                                                                  |                                                                  |                                                                  |                                                                  |                                                                  |  |    |                                                     |                                                     |                                                     |  |
|  | 1A                                                                 | Porto                                                              | 0                                                                  | 1                                                                  | 1 (1)                                                              |   | 2B | Schalke 04                                                   | 0                                                            | 0                                                            | 0                                                            |                                                              |  |    |                                                                  |                                                                  |                                                                  |                                                                  |                                                                  |  |    |                                                     |                                                     |                                                     |  |
|  |                                                                    |                                                                    |                                                                    |                                                                    |                                                                    |   | 2B | Schalke 04                                                   | 0                                                            | 0                                                            | 0                                                            |                                                              |  |    |                                                                  |                                                                  |                                                                  |                                                                  |                                                                  |  |    |                                                     |                                                     |                                                     |  |
|  |                                                                    |                                                                    | 1E                                                                 | Barcelona                                                          | 1                                                                  | 1 | 2  |                                                              |                                                              |                                                              |                                                              |                                                              |  |    |                                                                  |                                                                  |                                                                  |                                                                  |                                                                  |  |    |                                                     |                                                     |                                                     |  |
|  | 2D                                                                 | Celtic                                                             | 1E                                                                 | Barcelona                                                          | 1                                                                  | 1 | 2  | 2                                                            | 0                                                            | 2                                                            |                                                              |                                                              |  |    |                                                                  |                                                                  |                                                                  |                                                                  |                                                                  |  |    |                                                     |                                                     |                                                     |  |
|  | 2D                                                                 | Celtic                                                             |                                                                    |                                                                    |                                                                    |   |    |                                                              |                                                              | 2                                                            |                                                              |                                                              |  |    |                                                                  |                                                                  |                                                                  |                                                                  |                                                                  |  |    |                                                     |                                                     |                                                     |  |
|  | 1E                                                                 | Barcelona                                                          | 3                                                                  | 1                                                                  | 4                                                                  |   |    |                                                              |                                                              |                                                              |                                                              |                                                              |  |    |                                                                  |                                                                  |                                                                  |                                                                  |                                                                  |  |    |                                                     |                                                     |                                                     |  |
|  | 1E                                                                 | Barcelona                                                          | 3                                                                  | 1                                                                  | 4                                                                  |   |    |                                                              |                                                              |                                                              |                                                              |                                                              |  | 1E | Barcelona                                                        | 0                                                                | 0                                                                | 0                                                                |                                                                  |  |    |                                                     |                                                     |                                                     |  |
|  |                                                                    |                                                                    |                                                                    |                                                                    |                                                                    |   |    |                                                              |                                                              |                                                              |                                                              |                                                              |  | 1E | Barcelona                                                        | 0                                                                | 0                                                                | 0                                                                |                                                                  |  |    |                                                     |                                                     |                                                     |  |
|  |                                                                    |                                                                    | 1F                                                                 | Manchester United                                                  | 0                                                                  | 1 | 1  |                                                              |                                                              |                                                              |                                                              |                                                              |  |    |                                                                  |                                                                  |                                                                  |                                                                  |                                                                  |  |    |                                                     |                                                     |                                                     |  |
|  | 2F                                                                 | Roma                                                               | 1F                                                                 | Manchester United                                                  | 0                                                                  | 1 | 1  | 2                                                            | 2                                                            | 4                                                            |                                                              |                                                              |  |    |                                                                  |                                                                  |                                                                  |                                                                  |                                                                  |  |    |                                                     |                                                     |                                                     |  |
|  | 2F                                                                 | Roma                                                               |                                                                    |                                                                    |                                                                    |   |    |                                                              |                                                              | 4                                                            |                                                              |                                                              |  |    |                                                                  |                                                                  |                                                                  |                                                                  |                                                                  |  |    |                                                     |                                                     |                                                     |  |
|  | 1C                                                                 | Real Madrid                                                        | 1                                                                  | 1                                                                  | 2                                                                  |   |    |                                                              |                                                              |                                                              |                                                              |                                                              |  |    |                                                                  |                                                                  |                                                                  |                                                                  |                                                                  |  |    |                                                     |                                                     |                                                     |  |
|  | 1C                                                                 | Real Madrid                                                        | 1                                                                  | 1                                                                  | 2                                                                  |   | 2F | Roma                                                         | 0                                                            | 0                                                            | 0                                                            |                                                              |  |    |                                                                  |                                                                  |                                                                  |                                                                  |                                                                  |  |    |                                                     |                                                     |                                                     |  |
|  |                                                                    |                                                                    |                                                                    |                                                                    |                                                                    |   | 2F | Roma                                                         | 0                                                            | 0                                                            | 0                                                            |                                                              |  |    |                                                                  |                                                                  |                                                                  |                                                                  |                                                                  |  |    |                                                     |                                                     |                                                     |  |
|  |                                                                    |                                                                    | 1F                                                                 | Manchester United                                                  | 2                                                                  | 1 | 3  |                                                              |                                                              |                                                              |                                                              |                                                              |  |    |                                                                  |                                                                  |                                                                  |                                                                  |                                                                  |  |    |                                                     |                                                     |                                                     |  |
|  | 2E                                                                 | Olympique de Lyon                                                  | 1F                                                                 | Manchester United                                                  | 2                                                                  | 1 | 3  | 1                                                            | 0                                                            | 1                                                            |                                                              |                                                              |  |    |                                                                  |                                                                  |                                                                  |                                                                  |                                                                  |  |    |                                                     |                                                     |                                                     |  |
|  | 2E                                                                 | Olympique de Lyon                                                  |                                                                    |                                                                    |                                                                    |   |    |                                                              |                                                              | 1                                                            |                                                              |                                                              |  |    |                                                                  |                                                                  |                                                                  |                                                                  |                                                                  |  |    |                                                     |                                                     |                                                     |  |
|  | 1F                                                                 | Manchester United                                                  | 1                                                                  | 1                                                                  | 2                                                                  |   |    |                                                              |                                                              |                                                              |                                                              |                                                              |  |    |                                                                  |                                                                  |                                                                  |                                                                  |                                                                  |  |    |                                                     |                                                     |                                                     |  |
|  | 1F                                                                 | Manchester United                                                  | 1                                                                  | 1                                                                  | 2                                                                  |   |    |                                                              |                                                              |                                                              |                                                              |                                                              |  |    |                                                                  |                                                                  |                                                                  |                                                                  |                                                                  |  | 1F | Manchester United (p.)                              | 1 (6)                                               |                                                     |  |
|  |                                                                    |                                                                    |                                                                    |                                                                    |                                                                    |   |    |                                                              |                                                              |                                                              |                                                              |                                                              |  |    |                                                                  |                                                                  |                                                                  |                                                                  |                                                                  |  | 1F | Manchester United (p.)                              | 1 (6)                                               |                                                     |  |
|  |                                                                    |                                                                    | 1B                                                                 | Chelsea                                                            | 1 (5)                                                              |   |    |                                                              |                                                              |                                                              |                                                              |                                                              |  |    |                                                                  |                                                                  |                                                                  |                                                                  |                                                                  |  |    |                                                     |                                                     |                                                     |  |
|  | 2H                                                                 | Arsenal                                                            | 1B                                                                 | Chelsea                                                            | 1 (5)                                                              | 0 | 2  | 2                                                            |                                                              |                                                              |                                                              |                                                              |  |    |                                                                  |                                                                  |                                                                  |                                                                  |                                                                  |  |    |                                                     |                                                     |                                                     |  |
|  | 2H                                                                 | Arsenal                                                            |                                                                    |                                                                    |                                                                    |   |    |                                                              |                                                              |                                                              |                                                              |                                                              |  |    |                                                                  |                                                                  |                                                                  |                                                                  |                                                                  |  |    |                                                     |                                                     |                                                     |  |
|  | 1D                                                                 | Milan                                                              | 0                                                                  | 0                                                                  | 0                                                                  |   |    |                                                              |                                                              |                                                              |                                                              |                                                              |  |    |                                                                  |                                                                  |                                                                  |                                                                  |                                                                  |  |    |                                                     |                                                     |                                                     |  |
|  | 1D                                                                 | Milan                                                              | 0                                                                  | 0                                                                  | 0                                                                  |   | 2H | Arsenal                                                      | 1                                                            | 2                                                            | 3                                                            |                                                              |  |    |                                                                  |                                                                  |                                                                  |                                                                  |                                                                  |  |    |                                                     |                                                     |                                                     |  |
|  |                                                                    |                                                                    |                                                                    |                                                                    |                                                                    |   | 2H | Arsenal                                                      | 1                                                            | 2                                                            | 3                                                            |                                                              |  |    |                                                                  |                                                                  |                                                                  |                                                                  |                                                                  |  |    |                                                     |                                                     |                                                     |  |
|  |                                                                    |                                                                    | 2A                                                                 | Liverpool                                                          | 1                                                                  | 4 | 5  |                                                              |                                                              |                                                              |                                                              |                                                              |  |    |                                                                  |                                                                  |                                                                  |                                                                  |                                                                  |  |    |                                                     |                                                     |                                                     |  |
|  | 2A                                                                 | Liverpool                                                          | 2A                                                                 | Liverpool                                                          | 1                                                                  | 4 | 5  | 2                                                            | 1                                                            | 3                                                            |                                                              |                                                              |  |    |                                                                  |                                                                  |                                                                  |                                                                  |                                                                  |  |    |                                                     |                                                     |                                                     |  |
|  | 2A                                                                 | Liverpool                                                          |                                                                    |                                                                    |                                                                    |   |    |                                                              |                                                              | 3                                                            |                                                              |                                                              |  |    |                                                                  |                                                                  |                                                                  |                                                                  |                                                                  |  |    |                                                     |                                                     |                                                     |  |
|  | 1G                                                                 | Inter de Milán                                                     | 0                                                                  | 0                                                                  | 0                                                                  |   |    |                                                              |                                                              |                                                              |                                                              |                                                              |  |    |                                                                  |                                                                  |                                                                  |                                                                  |                                                                  |  |    |                                                     |                                                     |                                                     |  |
|  | 1G                                                                 | Inter de Milán                                                     | 0                                                                  | 0                                                                  | 0                                                                  |   |    |                                                              |                                                              |                                                              |                                                              |                                                              |  | 2A | Liverpool                                                        | 1                                                                | 2                                                                | 3                                                                |                                                                  |  |    |                                                     |                                                     |                                                     |  |
|  |                                                                    |                                                                    |                                                                    |                                                                    |                                                                    |   |    |                                                              |                                                              |                                                              |                                                              |                                                              |  | 2A | Liverpool                                                        | 1                                                                | 2                                                                | 3                                                                |                                                                  |  |    |                                                     |                                                     |                                                     |  |
|  |                                                                    |                                                                    | 1B                                                                 | Chelsea (t. s.)                                                    | 1                                                                  | 3 | 4  |                                                              |                                                              |                                                              |                                                              |                                                              |  |    |                                                                  |                                                                  |                                                                  |                                                                  |                                                                  |  |    |                                                     |                                                     |                                                     |  |
|  | 2G                                                                 | Fenerbahçe (p.)                                                    | 1B                                                                 | Chelsea (t. s.)                                                    | 1                                                                  | 3 | 4  | 3                                                            | 2                                                            | 5 (3)                                                        |                                                              |                                                              |  |    |                                                                  |                                                                  |                                                                  |                                                                  |                                                                  |  |    |                                                     |                                                     |                                                     |  |
|  | 2G                                                                 | Fenerbahçe (p.)                                                    |                                                                    |                                                                    |                                                                    |   |    |                                                              |                                                              | 5 (3)                                                        |                                                              |                                                              |  |    |                                                                  |                                                                  |                                                                  |                                                                  |                                                                  |  |    |                                                     |                                                     |                                                     |  |
|  | 1H                                                                 | Sevilla                                                            | 2                                                                  | 3                                                                  | 5 (2)                                                              |   |    |                                                              |                                                              |                                                              |                                                              |                                                              |  |    |                                                                  |                                                                  |                                                                  |                                                                  |                                                                  |  |    |                                                     |                                                     |                                                     |  |
|  | 1H                                                                 | Sevilla                                                            | 2                                                                  | 3                                                                  | 5 (2)                                                              |   | 2G | Fenerbahçe                                                   | 2                                                            | 0                                                            | 2                                                            |                                                              |  |    |                                                                  |                                                                  |                                                                  |                                                                  |                                                                  |  |    |                                                     |                                                     |                                                     |  |
|  |                                                                    |                                                                    |                                                                    |                                                                    |                                                                    |   | 2G | Fenerbahçe                                                   | 2                                                            | 0                                                            | 2                                                            |                                                              |  |    |                                                                  |                                                                  |                                                                  |                                                                  |                                                                  |  |    |                                                     |                                                     |                                                     |  |
|  |                                                                    |                                                                    | 1B                                                                 | Chelsea                                                            | 1                                                                  | 2 | 3  |                                                              |                                                              |                                                              |                                                              |                                                              |  |    |                                                                  |                                                                  |                                                                  |                                                                  |                                                                  |  |    |                                                     |                                                     |                                                     |  |
|  | 2C                                                                 | Olympiacos                                                         | 1B                                                                 | Chelsea                                                            | 1                                                                  | 2 | 3  | 0                                                            | 0                                                            | 0                                                            |                                                              |                                                              |  |    |                                                                  |                                                                  |                                                                  |                                                                  |                                                                  |  |    |                                                     |                                                     |                                                     |  |
|  | 2C                                                                 | Olympiacos                                                         |                                                                    |                                                                    |                                                                    |   |    |                                                              |                                                              | 0                                                            |                                                              |                                                              |  |    |                                                                  |                                                                  |                                                                  |                                                                  |                                                                  |  |    |                                                     |                                                     |                                                     |  |
|  | 1B                                                                 | Chelsea                                                            | 0                                                                  | 3                                                                  | 3                                                                  |   |    |                                                              |                                                              |                                                              |                                                              |                                                              |  |    |                                                                  |                                                                  |                                                                  |                                                                  |                                                                  |  |    |                                                     |                                                     |                                                     |  |
|  | 1B                                                                 | Chelsea                                                            | 0                                                                  | 3                                                                  | 3                                                                  |   |    |                                                              |                                                              |                                                              |                                                              |                                                              |  |    |                                                                  |                                                                  |                                                                  |                                                                  |                                                                  |  |    |                                                     |                                                     |                                                     |  |
|  |                                                                    |                                                                    |                                                                    |                                                                    |                                                                    |   |    |                                                              |                                                              |                                                              |                                                              |                                                              |  |    |                                                                  |                                                                  |                                                                  |                                                                  |                                                                  |  |    |                                                     |                                                     |                                                     |  |

### Octavos de final
El 21 de diciembre de 2007 se celebró el sorteo de los octavos de final, que se disputaron los días 19 y 20 de febrero (ida) y 4 y 5 de marzo de 2008 (vuelta). Cada eliminatoria enfrentó a un primero de grupo con un segundo y el partido de vuelta se disputó en el estadio del primero. No se enfrentaron equipos de una misma federación o que hubiesen coincidido en el mismo grupo de la fase anterior.
El partido de vuelta de la eliminatoria del Inter de Milán se jugó el 11 de marzo ante la prohibición de la UEFA de disputar más de un partido en la misma jornada en un mismo estadio, y jugar el Inter y el AC Milan (clubes que comparten feudo) el encuentro de vuelta como locales.
| 20 de febrero de 2008 | Celtic                                  | 2:3 (2:1) | Barcelona                  | Celtic Park, Glasgow                                         |                                                              |
|                       | Vennegoor of Hesselink 16' · Robson 38' |           | Messi 18', 79' · Henry 52' | Asistencia: 58.345 espectadores Árbitro(s): Peter Fröjdfeldt | Asistencia: 58.345 espectadores Árbitro(s): Peter Fröjdfeldt |

| 4 de marzo de 2008 | Barcelona | 1:0 (1:0) | Celtic | Camp Nou, Barcelona                                     |                                                         |
|                    | Xavi 3'   |           |        | Asistencia: 75.002 espectadores Árbitro(s): Pieter Vink | Asistencia: 75.002 espectadores Árbitro(s): Pieter Vink |

| 20 de febrero de 2008 | Lyon        | 1:1 (0:0) | Manchester United | Stade Gerland, Lyon                                               |                                                                   |
|                       | Benzema 54' |           | Tévez 87'         | Asistencia: 39.230 espectadores Árbitro(s): Luis Medina Cantalejo | Asistencia: 39.230 espectadores Árbitro(s): Luis Medina Cantalejo |

| 4 de marzo de 2008 | Manchester United     | 1:0 (1:0) | Lyon | Old Trafford, Mánchester                                    |                                                             |
|                    | Cristiano Ronaldo 41' |           |      | Asistencia: 75.521 espectadores Árbitro(s): Roberto Rosetti | Asistencia: 75.521 espectadores Árbitro(s): Roberto Rosetti |

| 20 de febrero de 2008 | Schalke 04 | 1:0 (1:0) | Porto | Arena AufSchalke, Gelsenkirchen                             |                                                             |
|                       | Kurányi 4' |           |       | Asistencia: 53.951 espectadores Árbitro(s): Laurent Duhamel | Asistencia: 53.951 espectadores Árbitro(s): Laurent Duhamel |

| 4 de marzo de 2008 | Porto                                | 1:0 (0:0) (1:4 p.)         | Schalke 04                           | Estádio do Dragão, Oporto                               |                                                         |
|                    | López 86'                            |                            |                                      | Asistencia: 45.316 espectadores Árbitro(s): Howard Webb | Asistencia: 45.316 espectadores Árbitro(s): Howard Webb |
|                    |                                      | Tiros desde el punto penal |                                      |                                                         |                                                         |
|                    | Lucho González · Bruno Alves · López |                            | Rafinha · Rakitić · Altıntop · Jones |                                                         |                                                         |

| 20 de febrero de 2008 | Liverpool              | 2:0 (0:0) | Inter | Anfield Road, Liverpool                                        |                                                                |
|                       | Kuyt 85' · Gerrard 90' |           |       | Asistencia: 41.999 espectadores Árbitro(s): Frank De Bleeckere | Asistencia: 41.999 espectadores Árbitro(s): Frank De Bleeckere |

| 11 de marzo de 2008 | Inter | 0:1 (0:0) | Liverpool  | Stadio Giuseppe Meazza, Milán                                  |                                                                |
|                     |       |           | Torres 63' | Asistencia: 80.000 espectadores Árbitro(s): Tom Henning Øvrebø | Asistencia: 80.000 espectadores Árbitro(s): Tom Henning Øvrebø |

| 19 de febrero de 2008 | Roma                      | 2:1 (1:1) | Real Madrid | Stadio Olimpico di Roma, Roma                              |                                                            |
|                       | Pizarro 24' · Mancini 58' |           | Raúl 8'     | Asistencia: 72.000 espectadores Árbitro(s): Herbert Fandel | Asistencia: 72.000 espectadores Árbitro(s): Herbert Fandel |

| 5 de marzo de 2008 | Real Madrid | 1:2 (0:0) | Roma                       | Santiago Bernabéu, Madrid                                  |                                                            |
|                    | Raúl 75'    |           | Taddei 73' · Vučinić 90+2' | Asistencia: 80.000 espectadores Árbitro(s): Kyros Vassaras | Asistencia: 80.000 espectadores Árbitro(s): Kyros Vassaras |

| 19 de febrero de 2008 | Arsenal | 0:0' | Milan | Arsenal Stadium, Londres                                    |  |
|                       |         |      |       | Asistencia: 60.082 espectadores Árbitro(s): Claus Bo Larsen |  |

| 5 de marzo de 2008 | Milan | 0:2 (0:0) | Arsenal                       | Stadio Giuseppe Meazza, Milán                             |                                                           |
|                    |       |           | Fàbregas 84' · Adebayor 90+2' | Asistencia: 80.879 espectadores Árbitro(s): Konrad Plautz | Asistencia: 80.879 espectadores Árbitro(s): Konrad Plautz |

| 19 de febrero de 2008 | Olympiacos | 0:0' | Chelsea | Estadio Georgios Karaiskakis, Atenas                      |  |
|                       |            |      |         | Asistencia: 29.500 espectadores Árbitro(s): Konrad Plautz |  |

| 5 de marzo de 2008 | Chelsea                              | 3:0 (2:0) | Olympiacos | Stamford Bridge, Londres                                           |                                                                    |
|                    | Ballack 5' · Lampard 25' · Kalou 48' |           |            | Asistencia: 37.721 espectadores Árbitro(s): Manuel Mejuto González | Asistencia: 37.721 espectadores Árbitro(s): Manuel Mejuto González |

| 20 de febrero de 2008 | Fenerbahçe                            | 3:2 (1:1) | Sevilla                             | Estadio Şükrü Saracoğlu, Estambul                         |                                                           |
|                       | Kežman 17' · Lugano 57' · Şentürk 87' |           | Edu Dracena 23' (a.g.) · Escudé 66' | Asistencia: 49.000 espectadores Árbitro(s): Florian Meyer | Asistencia: 49.000 espectadores Árbitro(s): Florian Meyer |

| 4 de marzo de 2008 | Sevilla                                                | 3:2 (3:2, 3:1) (2:3 p.)    | Fenerbahçe                                | Ramón Sánchez Pizjuán, Sevilla                              |                                                             |
|                    | Alves 5' · Keïta 9' · Kanouté 41'                      |                            | Deivid 29', 79'                           | Asistencia: 38.626 espectadores Árbitro(s): Massimo Busacca | Asistencia: 38.626 espectadores Árbitro(s): Massimo Busacca |
|                    |                                                        | Tiros desde el punto penal |                                           |                                                             |                                                             |
|                    | Kanouté · Escudé · Dragutinović · Maresca · Dani Alves |                            | Wederson · Edu Dracena · Aurélio · Kežman |                                                             |                                                             |

### Cuartos de final
El 14 de marzo de 2008 se celebró el sorteo de los cuartos de final, que se disputaron los días 1 y 2 de abril (ida) y 8 y 9 de abril de 2008 (vuelta). En esta fase destacó la presencia de los cuatro conjuntos ingleses que aún permanecían en la competición, así como la posibilidad de emparejamiento desde esta ronda entre equipos de una misma federación o que hubiesen coincidido en el mismo grupo de la fase anterior.
| 1 de abril de 2008 | Schalke 04 | 0:1 (0:1) | Barcelona | Arena AufSchalke, Gelsenkirchen                            |                                                            |
|                    |            |           | Bojan 12' | Asistencia: 53.951 espectadores Árbitro(s): Kyros Vassaras | Asistencia: 53.951 espectadores Árbitro(s): Kyros Vassaras |

| 9 de abril de 2008, 20:45 (CET) | Barcelona      | 1:0 (1:0) | Schalke 04 | Camp Nou, Barcelona                                         |                                                             |
|                                 | Yaya Touré 43' |           |            | Asistencia: 88.000 espectadores Árbitro(s): Roberto Rosetti | Asistencia: 88.000 espectadores Árbitro(s): Roberto Rosetti |

| 1 de abril de 2008 | Roma | 0:2 (0:1) | Manchester United                  | Stadio Olimpico di Roma, Roma                                  |                                                                |
|                    |      |           | Cristiano Ronaldo 39' · Rooney 66' | Asistencia: 80.023 espectadores Árbitro(s): Frank De Bleeckere | Asistencia: 80.023 espectadores Árbitro(s): Frank De Bleeckere |

| 9 de abril de 2008, 20:45 (CET) | Manchester United | 1:0 (0:0) | Roma | Old Trafford, Mánchester                                       |                                                                |
|                                 | Tévez 70'         |           |      | Asistencia: 74.423 espectadores Árbitro(s): Tom Henning Øvrebø | Asistencia: 74.423 espectadores Árbitro(s): Tom Henning Øvrebø |

| 2 de abril de 2008 | Arsenal      | 1:1 (1:1) | Liverpool | Arsenal Stadium, Londres                                |                                                         |
|                    | Adebayor 23' |           | Kuyt 26'  | Asistencia: 60.041 espectadores Árbitro(s): Pieter Vink | Asistencia: 60.041 espectadores Árbitro(s): Pieter Vink |

| 8 de abril de 2008, 20:45 (CET) | Liverpool                                                | 4:2 (1:1) | Arsenal                  | Anfield Road, Liverpool                                      |                                                              |
|                                 | Hyypiä 30' · Torres 69' · Gerrard 85' (pen.) · Babel 90' |           | Diaby 12' · Adebayor 84' | Asistencia: 41.985 espectadores Árbitro(s): Peter Fröjdfeldt | Asistencia: 41.985 espectadores Árbitro(s): Peter Fröjdfeldt |

| 2 de abril de 2008 | Fenerbahçe                   | 2:1 (0:1) | Chelsea           | Estadio Şükrü Saracoğlu, Estambul                           |                                                             |
|                    | Kâzim-Kâzim 65' · Deivid 81' |           | Deivid 13' (a.g.) | Asistencia: 49.000 espectadores Árbitro(s): Claus Bo Larsen | Asistencia: 49.000 espectadores Árbitro(s): Claus Bo Larsen |

| 8 de abril de 2008, 20:45 (CET) | Chelsea                  | 2:0 (1:0) | Fenerbahçe | Stamford Bridge, Londres                                   |                                                            |
|                                 | Ballack 4' · Lampard 87' |           |            | Asistencia: 38.369 espectadores Árbitro(s): Herbert Fandel | Asistencia: 38.369 espectadores Árbitro(s): Herbert Fandel |

### Semifinales
| 23 de abril de 2008 | Barcelona | 0:0 | Manchester United | Camp Nou, Barcelona                                         |  |
|                     |           |     |                   | Asistencia: 98.000 espectadores Árbitro(s): Massimo Busacca |  |

| 29 de abril de 2008 | Manchester United | 1:0 (1:0) | Barcelona | Old Trafford, Mánchester                                   |                                                            |
|                     | Scholes 14'       |           |           | Asistencia: 77.639 espectadores Árbitro(s): Herbert Fandel | Asistencia: 77.639 espectadores Árbitro(s): Herbert Fandel |

| 22 de abril de 2008 | Liverpool | 1:1 (1:0) | Chelsea            | Anfield, Liverpool                                        |                                                           |
|                     | Kuyt 43'  |           | Riise 90+5' (a.g.) | Asistencia: 42.180 espectadores Árbitro(s): Konrad Plautz | Asistencia: 42.180 espectadores Árbitro(s): Konrad Plautz |

| 30 de abril de 2008 | Chelsea                               | 3:2 (1:0, 1:1) | Liverpool               | Stamford Bridge, Londres                                    |                                                             |
|                     | Drogba 33', 105' · Lampard 98' (pen.) |                | Torres 64' · Babel 117' | Asistencia: 38.900 espectadores Árbitro(s): Roberto Rosetti | Asistencia: 38.900 espectadores Árbitro(s): Roberto Rosetti |

## Final
| 1          | POR        | Edwin van der Sar |      |
| 6          | DEF        | Wes Brown         | 120' |
| 5          | DEF        | Rio Ferdinand     |      |
| 15         | DEF        | Nemanja Vidić     |      |
| 3          | DEF        | Patrice Evra      |      |
| 16         | MED        | Michael Carrick   |      |
| 18         | MED        | Paul Scholes      | 87'  |
| 4          | MED        | Owen Hargreaves   |      |
| 7          | MED        | Cristiano Ronaldo |      |
| 10         | DEL        | Wayne Rooney      | 101' |
| 32         | DEL        | Carlos Tévez      |      |
| Entrenador | Entrenador | Alex Ferguson     |      |

| 1          | POR        | Petr Čech        |      |
| 5          | DEF        | Michael Essien   |      |
| 6          | DEF        | Ricardo Carvalho |      |
| 26         | DEF        | John Terry       |      |
| 3          | DEF        | Ashley Cole      |      |
| 4          | MED        | Claude Makélélé  | 120' |
| 13         | MED        | Michael Ballack  |      |
| 8          | MED        | Frank Lampard    |      |
| 10         | MED        | Joe Cole         | 99'  |
| 15         | MED        | Florent Malouda  | 92'  |
| 11         | DEL        | Didier Drogba    |      |
| Entrenador | Entrenador | Avram Grant      |      |

| 11 | MED | Ryan Giggs | 87'  |
| 17 | DEL | Nani       | 101' |
| 8  | MED | Anderson   | 120' |

| 21 | DEL | Salomon Kalou    | 92'  |
| 39 | DEL | Nicolas Anelka   | 99'  |
| 35 | DEF | Juliano Belletti | 120' |

| Anotado | 26' | Cristiano Ronaldo | 1–0 |

| Anotado | 45' | Frank Lampard | 1–1 |

| Carlos Tévez      | Acierto de penal         | 1:0 |                          |                  |
|                   |                          | 1:1 | Acierto de penal         | Michael Ballack  |
| Michael Carrick   | Acierto de penal         | 2:1 |                          |                  |
|                   |                          | 2:2 | Acierto de penal         | Juliano Belletti |
| Cristiano Ronaldo | Fallo de penal (Atajado) | 2:2 |                          |                  |
|                   |                          | 2:3 | Acierto de penal         | Frank Lampard    |
| Owen Hargreaves   | Acierto de penal         | 3:3 |                          |                  |
|                   |                          | 3:4 | Acierto de penal         | Ashley Cole      |
| Nani              | Acierto de penal         | 4:4 |                          |                  |
|                   |                          | 4:4 | Fallo de penal (Poste)   | John Terry       |
| Anderson          | Acierto de penal         | 5:4 |                          |                  |
|                   |                          | 5:5 | Acierto de penal         | Salomon Kalou    |
| Ryan Giggs        | Acierto de penal         | 6:5 |                          |                  |
|                   |                          | 6:5 | Fallo de penal (Atajado) | Nicolas Anelka   |

| Amonestado | 22'  | Paul Scholes  |
| Amonestado | 43'  | Rio Ferdinand |
| Amonestado | 111' | Nemanja Vidić |
| Amonestado | 116' | Carlos Tévez  |

| Amonestado | 21'   | Claude Makélélé  |
| Amonestado | 45'+2 | Ricardo Carvalho |
| Amonestado | 116'  | Michael Ballack  |
| Amonestado | 118'  | Michael Essien   |

|  |

| Expulsado | 116' | Didier Drogba |

| Árbitro             | Luboš Michĕl    |
| Árbitros asistentes | Roman Slysko    |
| Árbitros asistentes | Martin Balko    |
| Cuarto árbitro      | Vladimír Hriňák |
| Observador árbitros | Hugh Dallas     |

| 1          | POR        | Edwin van der Sar |      |
| 6          | DEF        | Wes Brown         | 120' |
| 5          | DEF        | Rio Ferdinand     |      |
| 15         | DEF        | Nemanja Vidić     |      |
| 3          | DEF        | Patrice Evra      |      |
| 16         | MED        | Michael Carrick   |      |
| 18         | MED        | Paul Scholes      | 87'  |
| 4          | MED        | Owen Hargreaves   |      |
| 7          | MED        | Cristiano Ronaldo |      |
| 10         | DEL        | Wayne Rooney      | 101' |
| 32         | DEL        | Carlos Tévez      |      |
| Entrenador | Entrenador | Alex Ferguson     |      |

| 1          | POR        | Petr Čech        |      |
| 5          | DEF        | Michael Essien   |      |
| 6          | DEF        | Ricardo Carvalho |      |
| 26         | DEF        | John Terry       |      |
| 3          | DEF        | Ashley Cole      |      |
| 4          | MED        | Claude Makélélé  | 120' |
| 13         | MED        | Michael Ballack  |      |
| 8          | MED        | Frank Lampard    |      |
| 10         | MED        | Joe Cole         | 99'  |
| 15         | MED        | Florent Malouda  | 92'  |
| 11         | DEL        | Didier Drogba    |      |
| Entrenador | Entrenador | Avram Grant      |      |

| 11 | MED | Ryan Giggs | 87'  |
| 17 | DEL | Nani       | 101' |
| 8  | MED | Anderson   | 120' |

| 21 | DEL | Salomon Kalou    | 92'  |
| 39 | DEL | Nicolas Anelka   | 99'  |
| 35 | DEF | Juliano Belletti | 120' |

| Anotado | 26' | Cristiano Ronaldo | 1–0 |

| Anotado | 45' | Frank Lampard | 1–1 |

| Carlos Tévez      | Acierto de penal         | 1:0 |                          |                  |
|                   |                          | 1:1 | Acierto de penal         | Michael Ballack  |
| Michael Carrick   | Acierto de penal         | 2:1 |                          |                  |
|                   |                          | 2:2 | Acierto de penal         | Juliano Belletti |
| Cristiano Ronaldo | Fallo de penal (Atajado) | 2:2 |                          |                  |
|                   |                          | 2:3 | Acierto de penal         | Frank Lampard    |
| Owen Hargreaves   | Acierto de penal         | 3:3 |                          |                  |
|                   |                          | 3:4 | Acierto de penal         | Ashley Cole      |
| Nani              | Acierto de penal         | 4:4 |                          |                  |
|                   |                          | 4:4 | Fallo de penal (Poste)   | John Terry       |
| Anderson          | Acierto de penal         | 5:4 |                          |                  |
|                   |                          | 5:5 | Acierto de penal         | Salomon Kalou    |
| Ryan Giggs        | Acierto de penal         | 6:5 |                          |                  |
|                   |                          | 6:5 | Fallo de penal (Atajado) | Nicolas Anelka   |

| Amonestado | 22'  | Paul Scholes  |
| Amonestado | 43'  | Rio Ferdinand |
| Amonestado | 111' | Nemanja Vidić |
| Amonestado | 116' | Carlos Tévez  |

| Amonestado | 21'   | Claude Makélélé  |
| Amonestado | 45'+2 | Ricardo Carvalho |
| Amonestado | 116'  | Michael Ballack  |
| Amonestado | 118'  | Michael Essien   |

|  |

| Expulsado | 116' | Didier Drogba |

| Árbitro             | Luboš Michĕl    |
| Árbitros asistentes | Roman Slysko    |
| Árbitros asistentes | Martin Balko    |
| Cuarto árbitro      | Vladimír Hriňák |
| Observador árbitros | Hugh Dallas     |

|                                             |
| Bandera de Inglaterra                       |
| Campeón Manchester United F. C. 3.er título |

## Rendimiento general
| Pos. | Equipo                | Pts. | PJ | G | E | P | GF | GC | Dif. | Rend.  |
| ---- | --------------------- | ---- | -- | - | - | - | -- | -- | ---- | ------ |
| 1    | Manchester United     | 31   | 13 | 9 | 4 | 0 | 20 | 6  | +14  | 79.49% |
| 2    | Chelsea               | 24   | 13 | 6 | 6 | 1 | 20 | 8  | +12  | 61.54% |
|      |                       |      |    |   |   |   |    |    |      |        |
| 3    | Barcelona             | 27   | 12 | 8 | 3 | 1 | 18 | 6  | +12  | 75%    |
| 4    | Liverpool             | 21   | 12 | 6 | 3 | 3 | 29 | 12 | +17  | 58.33% |
|      |                       |      |    |   |   |   |    |    |      |        |
| 5    | Arsenal               | 18   | 10 | 5 | 3 | 2 | 19 | 9  | +10  | 60%    |
| 6    | Roma                  | 17   | 10 | 5 | 2 | 3 | 15 | 11 | +4   | 56.67% |
| 7    | Fenerbahçe            | 17   | 10 | 5 | 2 | 3 | 15 | 14 | +1   | 56.67% |
| 8    | Schalke 04            | 11   | 10 | 3 | 2 | 5 | 6  | 7  | −1   | 36.67% |
|      |                       |      |    |   |   |   |    |    |      |        |
| 9    | Sevilla               | 18   | 8  | 6 | 0 | 2 | 19 | 12 | +7   | 75%    |
| 10   | Inter de Milán        | 15   | 8  | 5 | 0 | 3 | 12 | 7  | +5   | 62.5%  |
| 11   | Milan                 | 14   | 8  | 4 | 2 | 2 | 12 | 7  | +5   | 58.33% |
| 12   | Porto                 | 14   | 8  | 4 | 2 | 2 | 9  | 8  | +1   | 58.33% |
| 13   | Olympiacos            | 12   | 8  | 3 | 3 | 2 | 11 | 10 | +1   | 50%    |
| 14   | Real Madrid           | 11   | 8  | 3 | 2 | 3 | 15 | 13 | +2   | 45.83% |
| 15   | Olympique de Lyon     | 11   | 8  | 3 | 2 | 3 | 12 | 12 | 0    | 45.83% |
| 16   | Celtic                | 9    | 8  | 3 | 0 | 5 | 7  | 10 | −3   | 37.5%  |
|      |                       |      |    |   |   |   |    |    |      |        |
| 17   | Sporting de Lisboa    | 7    | 6  | 2 | 1 | 3 | 9  | 8  | +1   | 38.89% |
| 18   | Benfica               | 7    | 6  | 2 | 1 | 3 | 5  | 6  | −1   | 38.89% |
| 19   | Rangers               | 7    | 6  | 2 | 1 | 3 | 7  | 9  | −2   | 38.89% |
| 20   | Olympique de Marsella | 7    | 6  | 2 | 1 | 3 | 6  | 9  | −3   | 38.89% |
| 21   | PSV Eindhoven         | 7    | 6  | 2 | 1 | 3 | 3  | 6  | −3   | 38.89% |
| 22   | Rosenborg             | 7    | 6  | 2 | 1 | 3 | 6  | 10 | −4   | 38.89% |
| 23   | Werder Bremen         | 6    | 6  | 2 | 0 | 4 | 8  | 13 | −5   | 33.33% |
| 24   | Shakhtar Donetsk      | 6    | 6  | 2 | 0 | 4 | 6  | 11 | −5   | 33.33% |
| 25   | Beşiktaş              | 6    | 6  | 2 | 0 | 4 | 4  | 15 | −11  | 33.33% |
| 26   | Lazio                 | 5    | 6  | 1 | 2 | 3 | 8  | 11 | −3   | 27.78% |
| 27   | Valencia              | 5    | 6  | 1 | 2 | 3 | 2  | 6  | −4   | 27.78% |
| 28   | Slavia Praga          | 5    | 6  | 1 | 2 | 3 | 5  | 16 | −11  | 27.78% |
| 29   | Stuttgart             | 3    | 6  | 1 | 0 | 5 | 7  | 15 | −8   | 16.67% |
| 30   | Steaua de Bucarest    | 1    | 6  | 0 | 1 | 5 | 4  | 10 | −6   | 5.56%  |
| 31   | CSKA Moscú            | 1    | 6  | 0 | 1 | 5 | 7  | 14 | −7   | 5.56%  |
| 32   | Dinamo de Kiev        | 0    | 6  | 0 | 0 | 6 | 4  | 19 | −15  | 0%     |

## Goleadores
Lista de goleadores de la competición:
| Jugador             | Equipo               | Goles | Minutos |
| ------------------- | -------------------- | ----- | ------- |
| Cristiano Ronaldo   | Manchester United    | 8     | 1.017'  |
| Lionel Messi        | Barcelona            | 6     | 808'    |
| Fernando Torres     | Liverpool            | 6     | 916'    |
| Didier Drogba       | Chelsea              | 6     | 1.028'  |
| Steven Gerrard      | Liverpool            | 6     | 1.093'  |
| Zlatan Ibrahimović  | Internazionale       | 5     | 624'    |
| Raúl González       | Real Madrid          | 5     | 714'    |
| Vassilis Tsartas    | Sevilla              | 5     | 731'    |
| Ryan Babel          | Liverpool            | 5     | 789'    |
| Deivid              | Fenerbahçe           | 5     | 814'    |
| Dirk Kuyt           | Liverpool            | 5     | 856'    |
| Filippo Inzaghi     | Milan                | 4     | 381'    |
| Goran Pandev        | Lazio                | 4     | 429'    |
| Robinho             | Real Madrid          | 4     | 463'    |
| Mirko Vučinić       | Roma                 | 4     | 478'    |
| Liédson             | Sporting de Portugal | 4     | 540'    |
| Luís Fabiano        | Sevilla              | 4     | 578'    |
| Ruud van Nistelrooy | Real Madrid          | 4     | 613'    |
| Karim Benzema       | Olympique de Lyon    | 4     | 616'    |
| Carlos Tévez        | Manchester United    | 4     | 675'    |
| Cesc Fàbregas       | Arsenal              | 4     | 686'    |
| Wayne Rooney        | Manchester United    | 4     | 928'    |
| Frank Lampard       | Chelsea              | 4     | 950'    |

Nota: no se incluyen los goles marcados durante las fases previas de clasificación.

## Jugadores premiados por la UEFA
El 28 de agosto de 2008, en la ciudad de Mónaco, la UEFA realizó una gala para entregar los premios a los mejores jugadores de la temporada 2007-08 y efectuar el sorteo de la edición de 2008-09. El fútbol inglés acaparó los galardones en su totalidad, siendo premiado como mejor jugador del torneo, así como mejor delantero, el portugués del Manchester United Cristiano Ronaldo, máximo goleador de la edición. El resto de premios recayeron en futbolistas del Chelsea.
| Jugadores premiados  | Jugadores premiados                   |
| -------------------- | ------------------------------------- |
| Mejor jugador        | Cristiano Ronaldo (Manchester United) |
| Mejor portero        | Petr Čech (Chelsea)                   |
| Mejor defensa        | John Terry (Chelsea)                  |
| Mejor centrocampista | Frank Lampard (Chelsea)               |
| Mejor delantero      | Cristiano Ronaldo (Manchester United) |